# Jack Marshall (ishockeyspelare)

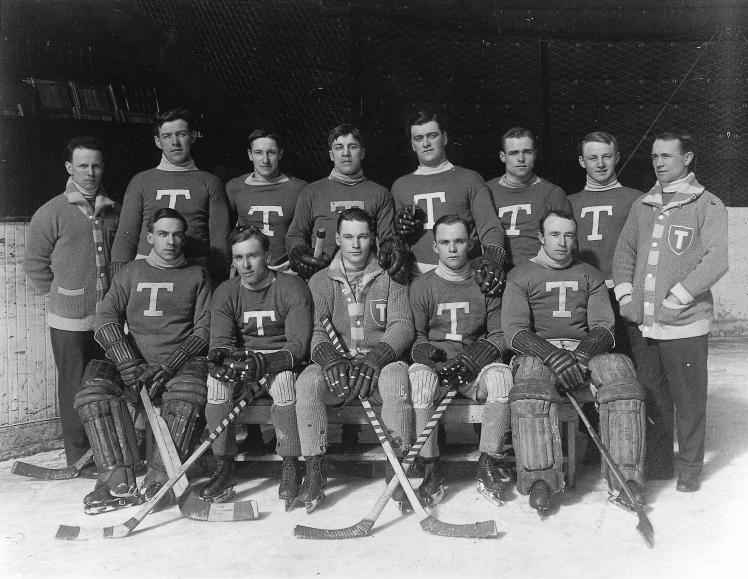
Jack Marshall, fyra från vänster i översta raden, med Toronto Blueshirts säsongen 1913–14.

John Calder "Jack" Marshall, född 14 mars 1877 i Saint-Vallier, Québec, död 7 augusti 1965 i Montréal, var en kanadensisk professionell ishockeyspelare. Marshall spelade för Winnipeg Victorias, Montreal HC, Montreal Shamrocks, Montreal Wanderers, Toronto Professionals och Toronto Blueshirts åren 1898–1917.
Jack Marshall har, tillsammans med målvakten Hap Holmes, rekordet som den spelare som vunnit Stanley Cup med flest antal olika lag. Marshall vann Stanley Cup med fyra olika klubbar: Winnipeg Victorias 1901, Montreal HC 1902 och 1903, Montreal Wanderers 1907 och 1910 samt Toronto Blueshirts 1914.
Marshall valdes in i Hockey Hall of Fame 1965.

## Statistik
MHA = Manitoba Hockey Association, CAHL = Canadian Amateur Hockey League, FAHL = Federal Amateur Hockey League, Trä = Träningsmatcher, ECAHA = Eastern Canada Amateur Hockey Association
| 1899–1900          | Winnipeg Hockey Club  | MHA Int.           | –  | –  | – | –  | –  | –  | –  | – | –  | –  |
| 1900–01            | Winnipeg Victorias    | MHA                | –  | –  | – | –  | –  | –  | –  | – | –  | –  |
|                    | Winnipeg Victorias    | Stanley Cup        |    |    |   |    |    | 2  | 0  | 0 | 0  | –  |
| 1902               | Montreal HC           | CAHL               | 8  | 11 | 0 | 11 | 8  | –  | –  | – | –  | —  |
|                    | Montreal HC           | Stanley Cup        |    |    |   |    |    | 3  | 2  | 0 | 2  | 8  |
| 1903               | Montreal HC           | CAHL               | 2  | 8  | 0 | 8  | 3  | –  | –  | – | –  | –  |
|                    | Montreal HC           | Stanley Cup        |    |    |   |    |    | 4  | 7  | 0 | 7  | 2  |
| 1904               | Montreal Wanderers    | FAHL               | 4  | 11 | 0 | 11 | 6  | –  | –  | – | –  | –  |
|                    | Montreal Wanderers    | Stanley Cup        |    |    |   |    |    | 1  | 1  | 0 | 1  | 0  |
| 1904–05            | Montreal Wanderers    | FAHL               | 8  | 17 | 0 | 17 | 9  | –  | –  | – | –  | –  |
| 1906               | Toronto Professionals | Trä.               | –  | –  | – | –  | –  | –  | –  | – | –  | –  |
| 1906–07            | Montreal Montagnards  | FAHL               | 3  | 6  | 0 | 6  | –  | –  | –  | – | –  |    |
| 1907               | Montreal Wanderers    | ECAHA              | 3  | 6  | 0 | 6  | 0  | –  | –  | – | –  | –  |
|                    | Montreal Wanderers    | Stanley Cup        |    |    |   |    |    | 1  | 1  | 0 | 1  | 0  |
| 1907–08            | Montreal Shamrocks    | ECAHA              | 9  | 20 | 0 | 20 | 13 | –  | –  | – | –  | –  |
| 1909               | Montreal Shamrocks    | ECHA               | 12 | 10 | 0 | 10 | 14 | –  | –  | – | –  | –  |
| 1910               | Montreal Wanderers    | NHA                | 12 | 2  | 0 | 2  | 8  | –  | –  | – | –  | –  |
|                    | Montreal Wanderers    | Stanley Cup        |    |    |   |    |    | 1  | 0  | 0 | 0  | 0  |
| 1910–11            | Montreal Wanderers    | NHA                | 5  | 1  | 0 | 1  | 2  | –  | –  | – | –  | –  |
| 1911–12            | Montreal Wanderers    | NHA                | 3  | 0  | 0 | 0  | 0  | –  | –  | – | –  | –  |
| 1912–13            | Toronto Blueshirts    | NHA                | 13 | 3  | 0 | 3  | 8  | –  | –  | – | –  | –  |
| 1913–14            | Toronto Blueshirts    | NHA                | 20 | 3  | 3 | 6  | 16 | 2  | 0  | 0 | 0  | 0  |
|                    | Toronto Blueshirts    | Stanley Cup        |    |    |   |    |    | 3  | 1  | 0 | 1  | 2  |
| 1914–15            | Toronto Blueshirts    | NHA                | 4  | 0  | 1 | 1  | 8  | –  | –  | – | –  | –  |
| 1915–16            | Montreal Wanderers    | NHA                | 15 | 1  | 0 | 1  | 2  | –  | –  | – | –  | –  |
| 1916–17            | Montreal Wanderers    | NHA                | 8  | 0  | 0 | 0  | 3  | –  | –  | – | –  | –  |
| NHA totalt         | NHA totalt            | NHA totalt         | 80 | 10 | 4 | 14 | 47 | 2  | 0  | 0 | 0  | 0  |
| Stanley Cup totalt | Stanley Cup totalt    | Stanley Cup totalt |    |    |   |    |    | 15 | 12 | 0 | 12 | 12 |

## Meriter
- Stanley Cup – 1901, 1902, 1903, 1907, 1910 och 1914.
- Invald i Hockey Hall of Fame 1965